# The Gray Race
The Gray Race – album grupy punkrockowej Bad Religion z 1996 roku.

## Lista utworów
1. The Gray Race (02:06)
2. Them And Us (02:50)
3. A Walk (02:14)
4. Parallel (03:19)
5. Punk Rock Song (02:27)
6. Empty Causes (02:51)
7. Nobody Listens (01:57)
8. Pity The Dead (02:56)
9. Spirit Shine (02:11)
10. The Streets of America (03:48)
11. Ten in 2010 (02:22)
12. Victory (02:36)
13. Drunk Sincerity (02:13)
14. Come Join Us (02:03)
15. Cease (02:35)

## Skład grupy
- Greg Graffin – śpiew
- Brian Baker – gitara
- Greg Hetson – gitara
- Jay Bentley – gitara basowa
- Bobby Schayer – perkusja